# Thomas Schnelle (Politiker)

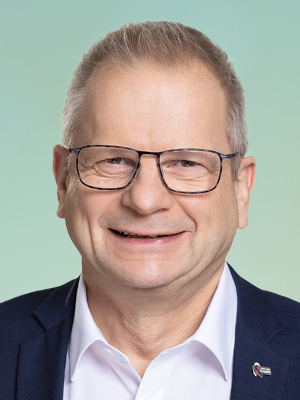
Thomas Schnelle MdL (2022)

Thomas Schnelle (* 15. Dezember 1967 in Erkelenz-Lövenich) ist ein deutscher Politiker (CDU). Er ist seit 2017 Abgeordneter im Landtag von Nordrhein-Westfalen.

## Leben
Nach dem Abitur am Gymnasium Hückelhoven leistete Schnelle beim damaligen Flugkörpergeschwader II in Geilenkirchen Bundeswehrdienst. Er trat in den mittleren Polizeidienst ein, dem sich Studium zum Diplom-Verwaltungswirt anschloss. Vor seiner Tätigkeit als Landtagsabgeordneter war Schnelle als Kriminalhauptkommissar bei der Polizei Mönchengladbach tätig.

## Politik

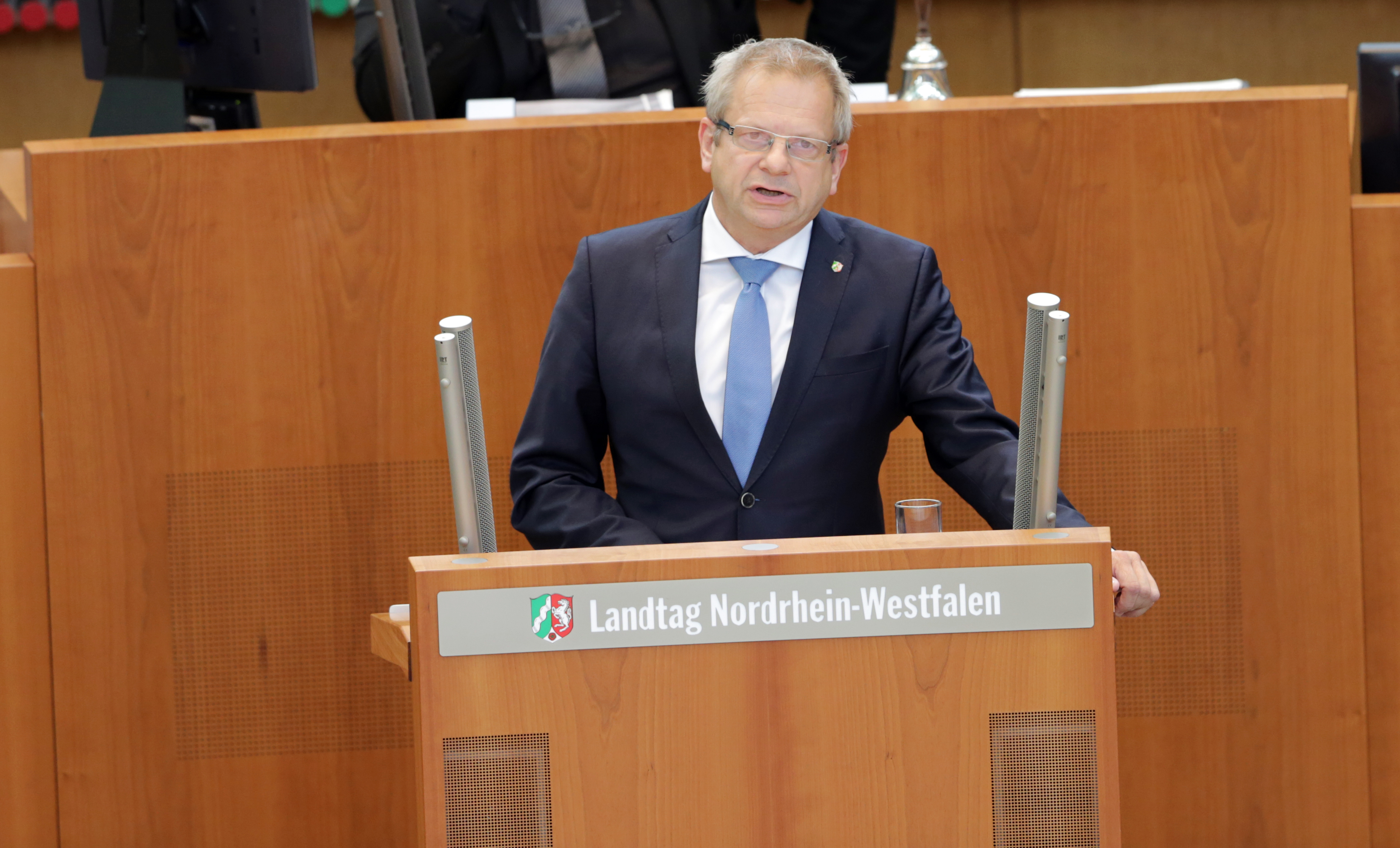
Thomas Schnelle MdL im Plenarsaal des Landtags Nordrhein-Westfalen

Schnelle trat 1995 in die CDU ein und wurde 1999 in den Rat der Stadt Hückelhoven gewählt. Seit 2004 ist er stellvertretender Fraktionsvorsitzender und Vorsitzender des CDU-Stadtverbandes Hückelhoven. Zudem ist er Mitglied im Kreis- und Bezirksvorstand der CDU. Bei den Landtagswahlen 2017 und 2022 zog er als Abgeordneter in den Landtag von Nordrhein-Westfalen als Direktkandidat des Landtagswahlkreises Heinsberg II ein. Als Landtagsabgeordneter ist ein bevorzugtes Thema Schnelles die Innere Sicherheit.
Schnelle ist seit seinem Einzug ins Landesparlament Mitglied des Innenausschusses, stellvertretender Vorsitzender des Petitionsausschusses, Sprecher im Parlamentarischen Untersuchungsausschuss II (Hochwasserkatastrophe) und Beauftragter der CDU-Fraktion für Feuerwehr, Hilfsorganisationen und Katastrophenschutz.
Neben diesen mandatsbedingten Aufgaben sitzt Thomas Schnelle im Beirat der Justizvollzugsanstalt Heinsberg und im Caritasrat Heinsberg. Zudem ist er Teil der CDU-Fraktion im Rat der Stadt Hückelhoven.

## Sonstiges
Neben seiner kommunalpolitischen Arbeit ist er auch als Vorsitzender der Interessengemeinschaft Kleingladbach tätig. Außerdem ist er in der Schützenbruderschaft in Kleingladbach aktiv.